# 17095 Mahadik
17095 Mahadik è un asteroide della fascia principale. Scoperto nel 1999, presenta un'orbita caratterizzata da un semiasse maggiore pari a 2,4269875 UA e da un'eccentricità di 0,0870681, inclinata di 4,42791° rispetto all'eclittica.